# Heinenoord

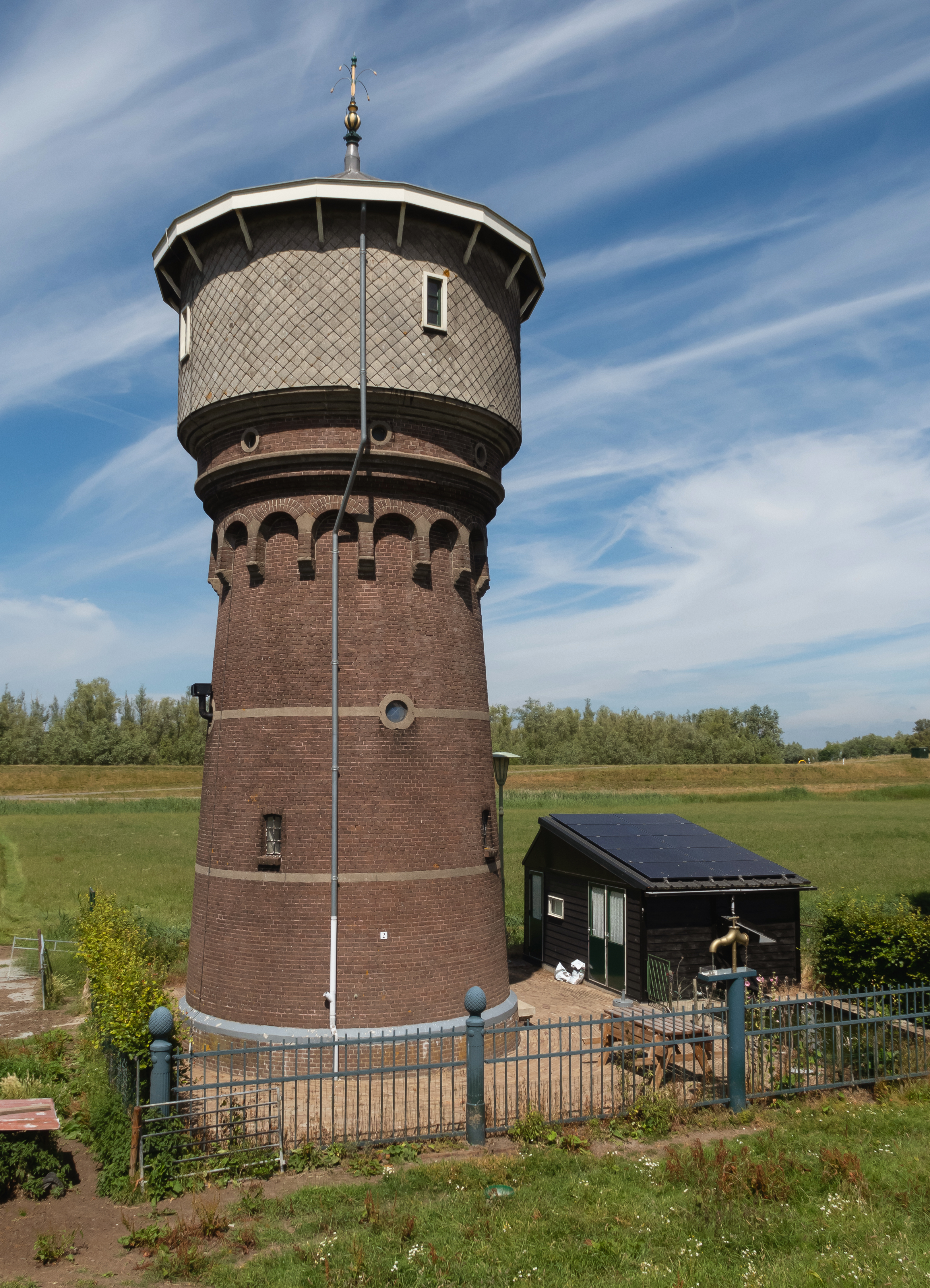
Heinenoord, der Wasserturm

Heinenoord ist ein Ortsteil der Gemeinde Hoeksche Waard auf der gleichnamigen Insel in der niederländischen Provinz Südholland. Es ist zwischen Goidschalxoord und dem Blaaksedijk gelegen. Heineoord ist ein Deichdorf neben einem schmalen Deich. Bis zur Eingemeindung 1984 war der Ort selbständig. Am 1. Januar 2024 lebten hier 3.615 Einwohner.
Seit 1969 wird der Hoeksche Waard mit IJsselmonde durch den Heinenoordtunnel verbunden. Im Jahre 1999 ist dort eine zweite Tunnelröhre entstanden.